# Coupe de la CAF 1996
Navigation
Édition précédente Édition suivante
La Coupe de la CAF 1996 est la cinquième édition de la Coupe de la CAF. 
Elle voit le sacre du club du Kawkab de Marrakech du Maroc qui bat le tenant du titre, les Tunisiens de l'ES Sahel en finale, lors de cette cinquième édition de la Coupe de la CAF, qui est disputée par les vice-champions des nations membres de la CAF. Toutes les rencontres sont disputées en matchs aller et retour.
À noter que le représentant de Mauritanie est disqualifié, car sa fédération a des dettes envers la CAF.

## Tour préliminaire
| Équipe 1             | Résultat | Équipe 2                 | Aller | Retour |
| -------------------- | -------- | ------------------------ | ----- | ------ |
| Meat Commission      | 4 - 2    | Lesotho Defence Force FC | 4 - 2 | 0 - 0  |
| Eleven Men in Flight | 5 - 5e   | Blue Waters FC           | 4 - 2 | 1 - 3  |

## Premier tour
| Équipe 1                   | Résultat | Équipe 2                       | Aller | Retour |
| -------------------------- | -------- | ------------------------------ | ----- | ------ |
| Ferroviario Maputo         | 2 - 0    | Mebrat Hail                    | 2 - 0 | 0 - 0  |
| Kiyovu Sports Association  | 4 - 6    | Patronage Sainte-Anne          | 4 - 2 | 0 - 4  |
| SO Armée                   | 3 - 0    | Dragons de l'Ouémé             | 2 - 0 | 1 - 0  |
| Etoile Filante Ouagadougou | 2 - 4    | MC Oran                        | 1 - 1 | 1 - 3  |
| FC 105 Libreville          | 0 - 4    | Unisport Bafang                | 0 - 0 | 0 - 4  |
| Entente Sotrac Ouakam      | 2 - 6    | (T) ES Sahel                   | 1 - 4 | 1 - 2  |
| Ports Authority FC         | -        | Real Tamale United forfait     | -     | -      |
| InterStar                  | 1 - 5    | AS Vita Club                   | 1 - 1 | 0 - 4  |
| Kenya Breweries            | 2 - 1    | Uganda Electricity Board       | 2 - 0 | 0 - 1  |
| US Stade Tamponnaise       | -        | Kabwe Warriors forfait         | -     | -      |
| KAC Marrakech              | -        | AS Garde Nationale disqualifié | -     | -      |
| ASFAG Conakry              | 3 - 4    | Junior Professionals           | 2 - 1 | 1 - 3  |
| Blue Waters FC             | 2 - 6    | Primeiro de Agosto             | 1 - 2 | 1 - 4  |
| Simba Sports Club          | 1 - 1e   | Hay al Arab                    | 1 - 1 | 0 - 0  |
| Meat Commission            | 1 - 7    | Mamelodi Sundowns              | 0 - 3 | 1 - 4  |
| Étoile Filante de Lomé     | 2 - 6    | Enugu Rangers                  | 1 - 0 | 1 - 6  |

## Huitièmes de finale
| Équipe 1              | Résultat | Équipe 2                     | Aller | Retour |
| --------------------- | -------- | ---------------------------- | ----- | ------ |
| MC Oran               | 4 - 3    | Ferroviario Maputo           | 4 - 1 | 0 - 2  |
| AS Vita Club          | 3 - 1    | Primeiro de Agosto           | 3 - 0 | 0 - 1  |
| Kenya Breweries       | 1 - 0    | Hay al Arab                  | 0 - 0 | 1 - 0  |
| SO Armée              | 3 - 4    | ES Sahel (T)                 | 2 - 1 | 1 - 3  |
| Unisport Bafang       | 2 - 1    | Enugu Rangers                | 1 - 1 | 1 - 0  |
| Mamelodi Sundowns     | 1 - 2    | US Stade Tamponnaise         | 1 - 2 | 0 - 0  |
| Patronage Sainte-Anne | 0 - 2    | KAC Marrakech                | 0 - 0 | 0 - 2  |
| Ports Authority FC    | -        | Junior Professionals forfait | -     | -      |

## Quarts de finale
| Équipe 1             | Résultat      | Équipe 2           | Aller | Retour |
| -------------------- | ------------- | ------------------ | ----- | ------ |
| ES Sahel (T)         | 4 - 2         | Unisport Bafang    | 4 - 1 | 0 - 1  |
| Kenya Breweries      | 1 - 1 4-2 tab | Ports Authority FC | 1 - 0 | 0 - 1  |
| MC Oran              | 2 - 2 2-4 tab | AS Vita Club       | 2 - 0 | 0 - 2  |
| US Stade Tamponnaise | 0 - 1         | KAC Marrakech      | 0 - 0 | 0 - 1  |

## Demi-finales
| Équipe 1      | Résultat | Équipe 2        | Aller | Retour |
| ------------- | -------- | --------------- | ----- | ------ |
| ES Sahel (T)  | 3 - 2    | AS Vita Club    | 2 - 0 | 1 - 2  |
| KAC Marrakech | 4 - 2    | Kenya Breweries | 4 - 1 | 0 - 1  |

## Finale
| Équipe 1     | Résultat | Équipe 2      | Aller | Retour |
| ------------ | -------- | ------------- | ----- | ------ |
| ES Sahel (T) | 3 - 3e   | KAC Marrakech | 3 - 1 | 0 - 2  |

## Vainqueur
| Coupe de la CAF Vainqueur 1996                    |
| ------------------------------------------------- |
| Kawkab Athlétique Club de Marrakech Premier titre |